# جودي كلاي
جودي كلاي (بالإنجليزية: Judy Clay)‏ هي مغنية أمريكية، ولدت في 12 سبتمبر 1938 في سانت بولس في الولايات المتحدة، وتوفيت في 19 يوليو 2001 في كارولاينا الشمالية في الولايات المتحدة.

## وصلات خارجية
- جودي كلاي على موقع ميوزك برينز (الإنجليزية)
- جودي كلاي على موقع أول ميوزيك (الإنجليزية)
- جودي كلاي على موقع ديسكوغز (الإنجليزية)